# Реувен Ривлин
Реувен Ривлин (хебр. רְאוּבֵן "רוּבִי" רִיבְלִין, Јерусалим, 9. септембар 1939) је израелски политичар и правник који је био председник Државе Израел од 2014. до 2021. године. Ривлин је био министар комуникација од 2001. до 2003, а потом је био председник Кнесета од 2003. до 2006. и 2009. до 2013. године. Као председник Израела је изабран 10. јуна 2014. године. Члан је странке десног центра, Ликуд.
Ривлин се залаже за Велики Израел који би обухватио све људе и дао Палестинцима Западне обале и Газе потпуно израелско држављанство. Такође снажно подржава мањинска права, посебно арапских Израелаца. Подржава једнодржавно решење израелско-палестинског сукоба. Ривлин течно говори арапски.